# Гибель Николая Рубцова
Гибель Николая Рубцова (1936—1971), русского лирического поэта, произошла в ночь на 19 января 1971 года в Вологде. Виновной в убийстве 35-летнего поэта судом признана его невеста, начинающая поэтесса Людмила Александровна Дербина (на момент преступления, по первому мужу — Грановская) (род. 1938, Ленинград). Убийство произошло в однокомнатной квартире Рубцова, на пятом этаже в пятиэтажном доме по адресу: ул. Яшина, д. 3, кв. 66.

## Предыстория
По словам Дербиной, с Николаем Рубцовым она познакомилась 3 мая 1963 года в Москве, в общежитии Литературного института им. А. М. Горького, хотя впервые увидеть друг друга молодые люди могли и раньше — на поэтических вечерах в Политехническом музее в сентябре 1962 года, на съёмках фильма Марлена Хуциева «Застава Ильича». Хуциев снял Дербину в эпизоде выступления зрителей, а Рубцов был на одном из вечеров вместе с Русланом Киреевым. В конце 1960-х годов Дербина работала в районной библиотечной системе Вологодской области, пробовала писать стихи, которые Рубцову показались талантливыми, на этой почве постепенно сблизилась с поэтом, и завязался роман. 8 января 1971 года Рубцов и Дербина подали заявление на регистрацию брака в Вологодский ЗАГС, церемония бракосочетания была назначена на 19 февраля.

## События в квартире поэта
Накануне гибели, 18 января 1971 года, в квартиру Рубцова, где находилась и Дербина, в гости к поэту наведывались его коллеги по газете «Вологодский комсомолец», журналисты Н. Задумкин, Б. Лапин, А. Третьяков и другие. Впоследствии они свидетельствовали на суде, что весь день в квартире продолжалось застолье, а сам поэт принимал спиртное до позднего вечера. В протоколе о гибели Н. Рубцова зафиксированы 18 бутылок из-под вина. После ухода журналистов между Рубцовым и Дербиной в четвёртом часу ночи возникла ссора на почве выяснения отношений, перешедшая в потасовку. Описывая роковые события в газете «Завтра» в 2000 году, Дербина вспоминала:
Не выдержала я пьяного его куража, дала отпор. Была потасовка, усмирить его хотела. Да, схватила несколько раз за горло, но не руками и даже не рукой, а двумя пальцами. Попадалась мне под палец какая-то тоненькая жилка. Оказывается, это была сонная артерия. А я приняла её по своему дремучему невежеству в медицине за дыхательное горло. Горло его оставалось совершенно свободным, потому он и прокричал целых три фразы: «Люда, прости! Люда, я люблю тебя! Люда, я тебя люблю!» Сразу же после этих фраз он сделал рывок и перевернулся на живот. Ещё несколько раз протяжно всхлипнул. Вот и всё.

## Следствие и суд
После случившегося ночью Дербина сразу же ринулась в отделение милиции, где призналась, что задушила Рубцова, и всю вину взяла на себя. Согласно материалам уголовного дела, на первом допросе, проведённом по горячим следам в тот же день, 19 января, Дербина уточнила, что в ходе потасовки схватила Рубцова за горло и стала давить его. «Мне было безразлично, что будет дальше, — записано в протоколе допроса. — Я сильно давила Рубцова, пока он не посинел, и после этого отпустила его. Подняла тряпки с пола, вымыла руки и пошла в милицию…». Свои действия Дербина объяснила 21-летнему следователю Вячеславу Меркурьеву опасением за собственную жизнь, самообороной, вызванной грубым отношением к ней со стороны Рубцова, унижениями и оскорблениями, которым она подвергалась, когда поэт бывал в нетрезвом состоянии.
Телефона в квартире Рубцова не было, «Скорая» прибыла по вызову из милиции, но помощь уже не понадобилась.
В заключении судебно-медицинской экспертизы установлено, что «смерть гражданина Рубцова насильственная, последовавшая в результате механической асфиксии от сдавливания органов шеи руками». Также было указано, что Рубцов находился в средней степени алкогольного опьянения. У Дербиной зафиксированы рана и кровоподтёк на губе, царапины на руке и ноге, что было отнесено к лёгким телесным повреждениям. Ей было предъявлено обвинение по статье 103 Уголовного кодекса РСФСР «Убийство без отягчающих обстоятельств». Через 10 дней, 29 января, на допросе в качестве обвиняемой Дербина заявила, что виноватой в убийстве себя не признаёт, но при этом свидетельствовала, что «горло у Рубцова было каким-то дряблым. Я давила Рубцова, то ослабляя силу нажима, то усиливая его…» Прежние мотивы своего поступка она дополнила новым: «ненависть, копившаяся длительный период времени, вылилась наружу». На суде Дербина также отрицала умышленное убийство.
7 апреля 1971 года Вологодский городской суд признал Дербину виновной в убийстве, приговорил к 8 годам лишения свободы, из которых осуждённая отсидела почти 6 лет в учреждении ОЕ-256/1 по улице Левичева в Вологде — в трёх кварталах от места убийства. В 1976 году в возрасте 38 лет по амнистии была освобождена досрочно, с учётом того, что у неё была несовершеннолетняя дочь от первого брака. После выхода на свободу поселилась сначала в Ленинграде, где работала в библиотеке Академии наук СССР, а затем в Вельске Архангельской области, замуж больше не вышла, написала ряд прозаических и поэтических произведений, наиболее крупным из которых стал сборник «Крушина», а также воспоминания о Рубцове.

## Попытки реабилитации
Начиная с 1990-х годов, Дербина стала настойчиво утверждать в печати, что смерть 35-летнего Рубцова, и ранее страдавшего от сердечных приступов и постоянно носившего с собой валидол, произошла не от удушения, а от инфаркта, развившегося в ходе потасовки: «сердце просто у него не выдержало, когда мы сцепились». Дербина стала акцентировать, что не сдавливала горло поэта руками, а лишь «щипала его двумя пальцами».
Спустя 30 лет после события, в начале 2001 года, судмедэксперты из Санкт-Петербурга профессор кафедры судебной медицины Юрий Молин и заведующий отделом областного бюро судебно-медицинской экспертизы Александр Горшков провели самостоятельное исследование полученной ими в приватном порядке копии приговора Вологодского городского суда от 7 апреля 1971 года (подлинник засекречен на 75 лет до 2046 года). В своём заключении эксперты сделали вывод, что смерть Рубцова наступила от развития «острой сердечной недостаточности», вызванной хроническим алкоголизмом с поражением сердца (алкогольной кардиомиопатией). Усомнившись в обоснованности прежней судебно-медицинской экспертизы, эксперты предложили провести повторную экспертизу материалов уголовного дела.
13 августа 1997 года Дербина обращалась с письменной просьбой в Вологодский областной суд за разрешением подробно ознакомиться с заключением судмедэкспертизы 1971 года о причине смерти Рубцова, в чём ей было отказано. Виноватой себя она по-прежнему не считает и надеется на посмертную реабилитацию. Публицист и заместитель главного редактора газеты «Завтра» Владимир Бондаренко, отмечая в 2000 году, что смерть Рубцова так или иначе наступила в результате действий Дербиной, назвал её мемуары «бессмысленными и суетными попытками оправдания», не отказав, однако, ей в публикации собственной версии трагического события на страницах газеты.
В 1998 году Верховный Суд РФ по ходатайству Дербиной затребовал дело из Вологодского областного суда и после его изучения пришёл к выводу, что оснований для пересмотра приговора 1971 года нет.
В 2005 году материалы уголовного дела были опубликованы в 700-страничной книге вологодского предпринимателя Михаила Сурова «Рубцов. Документы, фотографии, свидетельства». О том, как к Сурову попало засекреченное уголовное дело, доподлинно неизвестно, сам Суров погиб в 2011 году.
Авторами, исследователями и журналистами в разное время выдвигались альтернативные конспирологические версии убийства Рубцова, связанные с масонским заговором с целью устранения поэта, ритуальной расправой, акцией КГБ и прочее, однако значимых доказательств предъявлено не было.
По мнению следователя Прокуратуры СССР Вячеслава Меркурьева, первым прибывшего на место преступления, ныне[когда?] живущего в Вологде и не сомневающегося в достоверности материалов следствия и суда (неясность представляют лишь мотивы Дербиной), сейчас с учётом общественного резонанса пришло время официально опубликовать для широкого ознакомления уголовное дело об убийстве Рубцова: «На меня не раз выходили всякого рода „исследователи“, „поисковики“, „писатели“ и „журналисты“. Они пытались вытянуть какие-то детали уголовного дела, но от интервью я принципиально отказывался. Слишком уж много грязи было вылито на Рубцова за последние годы. Публикация материалов дела могла бы поставить все точки над i».